# Andrea Gios
Andrea Gios (Asiago, 7 febbraio 1963) è un politico, dirigente sportivo ed ex hockeista su ghiaccio italiano.

## Biografia

### Carriera sportiva
Gios ha cominciato a praticare l'hockey su ghiaccio all'età di 7 anni, ed ha sempre giocato per la squadra del suo paese, l'Asiago Hockey, team dove giocò anche il padre Cesare (che fu anche allenatore dell'Asiago). Ha esordito in prima squadra all'età di 16 anni, e della stessa è stato anche capitano per quattro stagioni.
Nel 1985, dopo aver preso parte alle nazionali giovanili nelle diverse categorie, si è guadagnato la convocazione in Nazionale Italiana Senior, con cui ha partecipato a due edizioni dei Mondiali I.I.H.F, nel 1985 e nel 1987 collezionando 48 presenze.
Nel 1986 è stato insignito dal C.O.N.I. della medaglia di bronzo al valore atletico.
Si è ritirato all'età di 28 anni.

### Carriera politica
Dopo il ritiro ha iniziato l'attività di dottore commercialista collaborando per circa 6 anni con un importante studio professionale del nord-est, per avviare successivamente, assieme al dott. Pietro Hyvoz, un proprio studio professionale con sede ad Asiago e Vicenza.
È stato eletto in consiglio comunale ad Asiago per due volte (nella legislatura terminata nel 1995 e nel quinquennio 1999-2004), prima di essere candidato sindaco dalla lista civica Progetto Viva Asiago! nel 2004, risultando eletto col 64,7% dei voti. Nel 2009 è stato rieletto per un secondo mandato, col 69,8% dei voti.

### Carriera federale
Nel 2014, in scadenza di mandato da sindaco di Asiago, si è candidato alla presidenza della Federazione Italiana Sport del Ghiaccio, risultando l'unico candidato dopo l'annuncio della rinuncia del presidente uscente Giancarlo Bolognini divenendone così il successore, risultando eletto con 3.227 voti.
Nel 2018 è stato confermato alla guida della FISG, con 2096 voti rispetto ai 2003 dello sfidante Alberto Berto.
Nel settembre 2021 è stato anche eletto consigliere della federazione internazionale, contestualmente all'elezione di Luc Tardif a presidente della stessa IIHF.
Nel 2022 è stato confermato per il terzo mandato, con il 95% dei voti (era l'unico candidato alla carica).

### Controversie
Il 23 ottobre 2024, durante una battuta di caccia, ha sparato per errore al figlio Gregorio, anch'egli giocatore di hockey su ghiaccio, procurandogli delle lesioni non gravi.